# Болгарская литература
Болга́рская литерату́ра — литература, созданная болгарами или созданная на болгарском языке. В Болгарии литературная традиция восходит к 886 году, к Преславской книжной школе.

## Народное творчество

### Лирика
Болгарская народная лирика отличается богатством, глубиной и нежностью чувства. Она охватывает: обрядные песни, любовные песни и элегии. Содержание обрядовых песен связано с первобытной религией болгар. Они проникнуты утилитарным духом, представляют собою обыкновенные молитвы о хлебе, здоровье, богатстве и т. д. Любовная лирическая песня болгарского народа обаятельна. Любовное чувство в ней не противоречит реальности, трезво её отражает и лишь очень редко этот реализм доходит до банальности.
Тяжёлая жизнь за время турецкого господства нашла своё отражение в прекрасных народных элегиях; лучшие из них: «Гроба на Бояна», «Булка варви, булка варви», «Пиле писна».

#### Эпос
Болгарский эпос делится на: героический, исторический и бытовой. Героический эпос дошел до нас с XV века — эпохи борьбы за болгарскую независимость от турецкого завоевания: крали — Марко, Секула Детенце, Янкул и Момчил; воеводы: Дайчин-воевода, Дете Голомеше.
Болгарский народ в своём поэтическом творчестве обходит молчанием таких царей, как Борис и Симеон, в то время как другие народы Балканского полуострова в своём героическом эпосе изображают выдающихся представителей царских родов. Это объясняется глубокими следами, которые оставило в культуре болгарского народа учение богомилов. Богомильство было истолковано как «церковная ересь», между тем это была пропаганда, призывающая к свержению государственной власти, власти церкви и правящих сословий. Это было анархическое течение, революционизировавшее крестьянство. На развитие народного песнотворчества и устной словесности богомильство и борьба с ним оказали огромное влияние.
К героическому эпосу относится и эпос гайдуков (хайдути). Гайдуки являются продуктом более поздней эпохи, периода национальной борьбы болгар в XIX в. Это — сильные личности, ведущие борьбу против турецкой власти, против фанариотов и притеснителей народа болгарского происхождения. В эпосе гайдуков воспевались исторические деятели, одарённые мифически-героическими чертами. Более выдающимися эпическими личностями из гайдуков являются: Страхил-воевода, Стоян, Ненчо, Татунго, Чавдар и т. д.
Содержанием исторического эпоса является борьба последнего болгарского царя Ивана Шишмана против турок.
Бытовой эпос охватывает все области обыденной жизни болгарина. Центральное место занимают отношения женщины к мужу и свекрови.

#### Легенды и сказки
Немалое значение имеют народная легенда и сказка — фантастическая и бытовая. Легенды были созданы богомильством. По содержанию они являются странным сочетанием философской и «еретической» мысли и стремятся объяснить тёмные места в Евангелии. По форме и стилю они напоминают апокрифы.

## Древняя литература

### Крещение Болгарии
Староболгарская (болг. старобългарска) литература зародилась в связи с стремлением государства обратить в христианство язычников праболгар и славян (поскольку эти два элемента болгарского ханства пока существовали обособленно), а также остатки всего дославянского и доболгарского населения. Южная половина Болгарии подвергалась в большей степени греческого (византийского) влиянию, поэтому там христианство проникало постепенно и раньше.
Во второй половине IX века политическое положение Болгарии было попеременно стабильным и критическим. Находясь в соседстве с великой Византийский империей, на пути, ведущем из Западной Европы к Востоку, она была объектом постоянных нападений и попыток к завоеваниям. Сначала (862 год) хан, позже князь Борис І намеревался ввести христианство католического толка, для чего заключил союз с королём Людовиком Немецким. Это угрожало влиянию Византийской империи и Константинопольской церкви. Поэтому Византия организует союз славянских государств (Великоморавское, Хорватское и Сербское княжества), который в 863 году войной принудил Бориса заключить мир с Византией; одним из пунктов договора являлось принятие христианства восточно-римского толка, то есть под руководством Константинопольского патриархата.
При этом часть родовой аристократии всех этнических групп уже в IX веке приняла византийский образ жизни — роскошь, обычаи. Крёстным отцом, хотя и по представительству, был назначен тогдашний император (базилевс) Михаил III. Была крещена вся ханская семья и бояре-боилы, а также крестьянство и городские жители. Часть аристократии и большинство населения отстаивали старые языческие верования. Возникают массовые протесты и бунт, который усмрён Борисом в 865 году.
Болгария требует автохтонную (самостоятельную) церковь, которую Константинополь отвергает, и поэтому Борис І обращается с более чем ста вопросами к папе Николаю І. Последний соглашается на все болгарские требования, но процесс растягивается и замедляется до 869 году, когда Борис І снова обращается к Византии, чтобы укрепить своё государство, дотоле этнически и религиозно весьма разнообразное, официальным признанием и введением универсальной религии. На VIII Вселенском Соборе в Константинополе (870 год) Болгария получает автокефальную церковь во главе с архиепископом. После этого перед царём Борисом стояла очень сложная задача — создать и развить болгарскую литературу. Он посылает десятки юношей, включая своего сына Симеона, учиться в Константинополь, удовлетворить умственные запросы народных масс.

#### Школа Кирилла и Мефодия
Тем временем создатели славянского алфавита, они же зачинатели староболгарской переводной и компилятивной литературы Кирилл и Мефодий уже терпят неуспех среди западных славян из-за германо-римского противостояния. Кирилл умирает в Риме, Мефодий возвращается в Византию. После многих мытарств часть учеников Кирилла и Мефодия (Климент, Наум, Ангеларий) приходят в Болгарию. Князь Борис І встречает их с почестями и создает все условия для создания болгарских литературных и просветительских школ (Преславской в новой столице Преславе и Охридской в Западной Болгарии). Решить эту задачу помогли ему не только соратники Кирилла и Мефодия и их новые ученики, но и те его подданные славянского и праболгарского происхождения, которые уже успели сделаться носителями византийской образованности. Продолжалась начатая братьями-просветителями литературная деятельность; она выражалась в переводах с греческого на староболгарский язык священных и церковно-служебных книг. Кроме Евангелия, Деяний апостолов и их толкований, были переведены ещё Псалтырь, минеи, Апокалипсис и ряд творений святых отцов.
Выдающимися литературными памятниками древнего периода болгарской литературы, заканчивающегося в 1393 году, и среднего периода, длившегося до появления книги Паисия, являются: «Зографское» и «Мариинское» Евангелия, «Саввина книга» и «Супрасльский сборник».
От св. Климента сохранились: жития святых Кирилла и Мефодия, «Синайский требник» и «Похвальное слово святому Кириллу»; от Иоанна экзарха: «Небеса», «Шестоднев»; от Черноризца Храбра: «О письменех», от Презвитер Козма: «Беседа против богомилов»; от неизвестных авторов — жития всевозможных святых и много апокрифов.
Из повестей дошли: «Троянская повесть», «Александр Великий», «Варлаам и Иоасаф»; из хроник: «Хроника Метафраста» и «Летопись Георгия Амартола». Особой литературной отраслью стали сборники поучений и житийных повестей, в первоначальной редакции связанные с греческим епископом Дамаскиным Студитом, а в дальнейшем обросшие иным материалом, но всё же сохранившие название «дамаскинов».
От среднеболгарского периода остались: «Синодик Бориса», «Добромирское евангелие», «Охридский апостол», «Рассказы Эзопа» и многочисленные жития святых и написанные патриархом Евфимием Тырновским: «Житие святого Николы Софийского», «Абагар», «Копривщенский Дамаскин» и т. д.
Продукция переводной литературы настолько усилилась, что Болгария стала снабжать этой литературой другие славянские страны.

#### Турецкий период
В первые века турецкого ига литературная жизнь Болгарии переместилась в Киев и Москву, а также в Румынию и другие соседние области. В самой Болгарии в отношении развития литературы не было никаких признаков жизни: факт, который говорит очень много о характере турецкого ига, о низком политическом уровне народных масс, об их отсталости. В начале XVIII века, в связи с национальным пробуждением болгар, литературная жизнь крепнет.

## Национальное возрождениеБолгарии

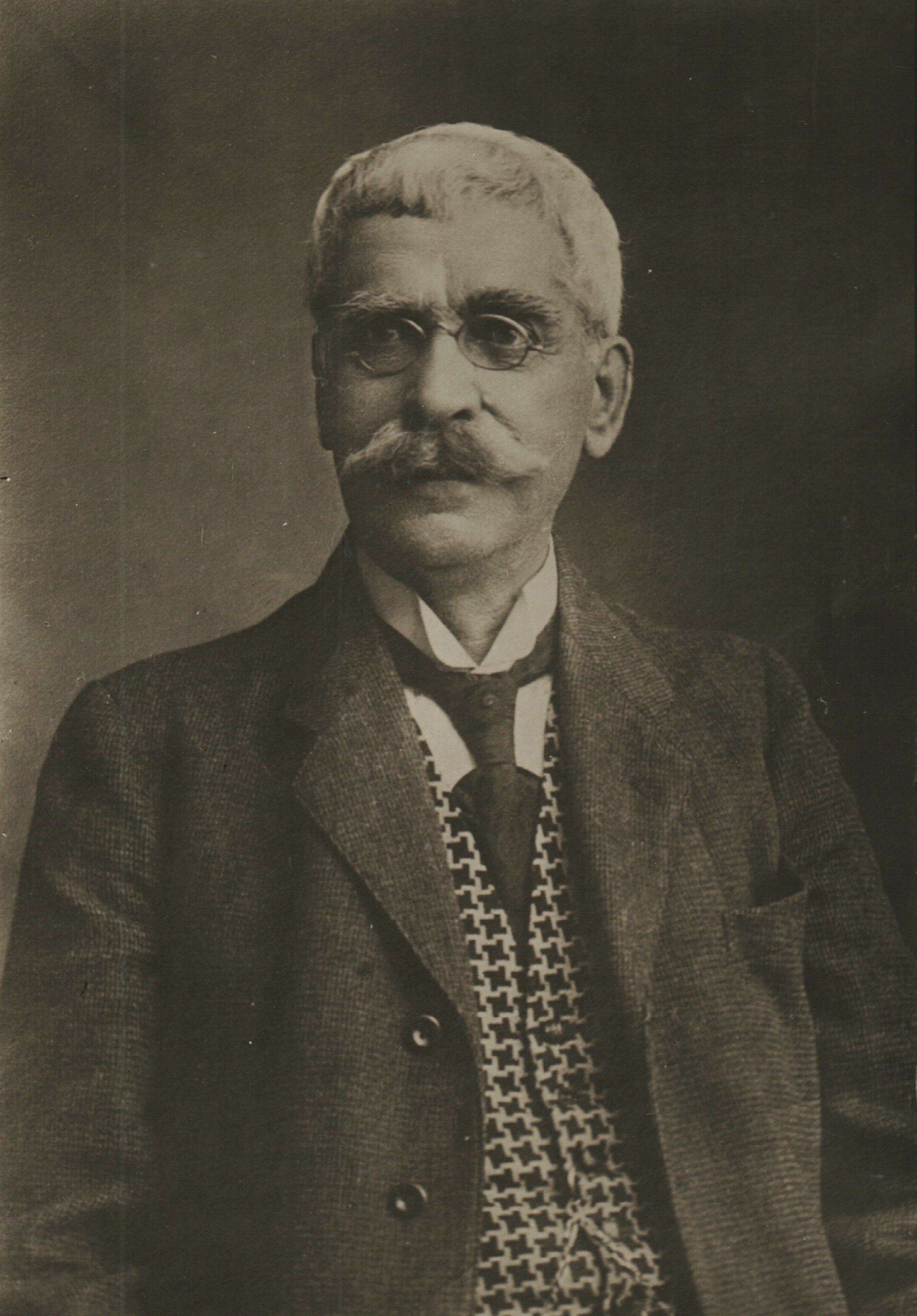
Портрет Ивана Вазова, называемого патриархом болгарской литературы

Новая болгарская литература связана с периодом политического ренессанса Болгарии. Эпоха национального возрождения, национально-революционной, освободительной борьбы имеет свою литературу. Она начинается книгой монаха из Святогорского монастыря Паисия Хилендарского «Славяно-болгарская история о народах и царях болгарских» (1762). Эта книга сыграла огромную культурную роль в жизни болгарской нации. Характер этой литературы в её дальнейшем развитии был гл. обр. пропагандистско-публицистический. Писатели XVIII века изображали жизнь болгарских народных масс под политическим и экономическим игом турок и под духовным игом фанариотов и болгар-ренегатов. Эту жизнь они изображали мрачными красками в несколько романтическом тоне. Они призывали народные массы к восстанию против угнетателей. Чем больше разгоралась национальная борьба, тем больше эта литература теряла свой романтическо-сентиментальный тон и приобретала тон революционного реализма.
Со второй половины XIX века национальная болгарская литература испытывает заметное влияние русской классической литературы. Самыми характерными представителями этой эпохи являются: Петко Славейков (1827—1895), Любен Каравелов (1834—1879) и Христо Ботев (1847—1876). Эти писатели и поэты, которые были в то же время политическими деятелями и революционерами, завещали новейшей болгарской литературе боевые мотивы. Они подчиняли поэзию задачам освободительного движения болгарского народа, их творчество было проникнуто непреодолимой ненавистью ко всем угнетателям. Наиболее характерна в этом отношении поэзия Ботева; она представляет собой сплошной бунт против экономического и политического рабства. В ней доминирует элемент социальный над национальным. Мотивы поэзии Ботева мы встречаем на всем протяжении развития болгарской литературы после освободительной войны.
У истоков новой болгарской реалистической литературы стояли такие выдающиеся фигуры, как поэт, писатель и общественный деятель Иван Вазов (1850—1921), автор исторической эпопеи «Под игом» (1894), а также писатель, журналист и переводчик Алеко Константинов (1863—1897), автор остро-социальных юмористических рассказов и фельетонов. Заметный след в болгарской поэзии конца XIX — начала XX века оставил Кирилл Христов, которого Минко Генов назвал «выдающимся болгарским лириком».

## Болгарская литература XX века
В 1920-е годы получил широкую известность национальный болгарский писатель Стоян Загорчинов (1889—1969). Его историческая повесть «Легенда о Святой Софии» (1926) посвящена борьбе дунайских славян против Византии в VI веке.
Исторический роман Ст. Загорчинова «День последний» (1932—1934), посвященный борьбе болгарского народа с османским завоеванием в XIV веке, был удостоен в 1950 году Димитровской премии. В его следующем романе — «Праздник в Бояне» (1950) — изображена личная драма человека искусства в болгарском феодальном обществе XIII века. В последнем крупном романе Ст. Загорчинова — «Ивайло» (1962) — разворачивается широкая картина антифеодального крестьянского восстания в Болгарском царстве 1277—1280 годов и борьбы с татаро-монгольским нашествием.
Реалистическим по своей сути произведениям Ст. Загорчинова в определенной степени присущ пафос романтики. Большое значение для дальнейшего развития болгарской художественной исторической прозы имело его литературно-философское эссе «Борозды» (1956).
В первые годы после установления социализма в Болгарии (1944) в национальной литературе превалировал историко-революционный и военный жанры. Широкий общественный резонанс вызвал антифашистский роман Димитра Димова (1909—1966) «Осужденные души» (1945). Получивший известность еще в предвоенной Болгарии в качестве автора романов «Поручик Бенц» (1938) и «Табак» (1940), посвященных истории социалистического движения, Д. Димов стал в 1952 году лауреатом Димитровской премии и в течение двух последних лет своей жизни возглавлял Союз болгарских писателей.
В 1950-е гг. на первый план в болгарской литературе выдвигаются исторические романисты, произведения которых имели успех не только на родине, но и в СССР и странах «народной демократии».
Среди этой плеяды в первую очередь выдвинулся получивший известность еще в 1930-е годы Эмилиян Станев (1907—1979), автор исторической эпопеи «Иван Кондарев» (1958—1964), посвященной Сентябрьскому антифашистскому восстанию 1923 года, за которую автор удостоен был звания Героя НРБ. Его следующие исторические романы — «Легенда о Сибине князе Преславском» (1967) и «Антихрист» (1970) — помимо нравственно-этических проблем, затрагивают темы исторической роли православной церкви и ее взаимоотношений с ересью богомилов.
С Эмилияном Станевым по популярности соперничал Слав Христоф Караславов (1932—2002), в 1972—1979 годах возглавлявший Союз болгарских писателей. Начав свою литературную карьеру как поэт, он в зрелом возрасте перешел к прозе, опубликовав исторический роман «Хроника о Хаджи Димитре» (1968), тетралогию «И возвысились асеновцы» (1970—1976), роман «Житие Капитана деда Николы» (1971).
Наибольшую известность получила трилогия С. Караславова — «Солунские братья» (о Кирилле и Мефодии, 1978—1979), «Свергнутые величия» (1986), «Восставшие из пепла» (1976) — трижды издававшаяся в СССР и России.
В 1956 году вышел роман молодого писателя Антона Дончева «Пробуждение», написанный в соавторстве с Димитром Мантовым. В 1961 году А. Дончев опубликовал первый самостоятельный роман «Сказание о времени Самуила», удостоенный премии Союза писателей НРБ. Следующие романы — «Калоян» (1963), «Сказание о хане Аспарухе, князе Славе и жреце Тересе» (1968—1992 годы) и др. — принесли Антону Дончеву широкую известность в странах Восточной Европы, а эпопея «Час выбора» (болг. Време разделно, 1964), в центре сюжета которой — насильственное отуречивание болгар в XVII веке — переведенная на десятки языков, сделала его всемирно известным классиком болгарской литературы.
По мотивам произведений Антона Дончева режиссерами Юрием Арнаудовым и Дако Даковским в 1964 году снят фильм «Калоян»; режиссером Людмилом Стайковым в 1981 году снят исторический фильм «Хан Аспарух», а в 1988 году — «Время насилия».
Наряду с авторами исторических произведений, в болгарской литературе появляются мастера психологической прозы, среди которых следует прежде всего назвать Павла Вежинова, члена правления Союза болгарских писателей и героя Социалистического труда (1974), автора повестей «Барьер», «Звезды над нами», «Озёрный мальчик» и романов «Звезды над нами», «Ночью на белых конях», «Весы», «Гибель Аякса» и др.

## Современное состояние
Проведенная в 2008—2009 годах кампания «Большого чтения» показала, что болгарским читателям больше всего нравятся следующие романы:
| Место | Название                | Автор                   | Автор               |
| ----- | ----------------------- | ----------------------- | ------------------- |
| Место | Название                | имя                     | гражданство         |
| 1     | Под игом                | Иван Вазов              | Флаг Болгарии       |
| 2     | Час выбора              | Антон Дончев            | Флаг Болгарии       |
| 3     | Табак                   | Димитр Димов            | Флаг Болгарии       |
| 4     | Железный светильник     | Димитр Талев            | Флаг Болгарии       |
| 5     | Маленький принц         | Антуан де Сент-Экзюпери | Флаг Франции        |
| 6     | Мастер и Маргарита      | Михаил Булгаков         | Флаг СССР           |
| 7     | Властелин колец         | Дж. Р. Р. Толкин        | Флаг Великобритании |
| 8     | Осуждённые души         | Димитр Димов            | Флаг Болгарии       |
| 9     | К востоку от рая        | Джон Стейнбек           | Флаг Великобритании |
| 10    | Граф Монте-Кристо       | Александр Дюма          | Флаг Франции        |
| 11    | Автостопом по галактике | Дуглас Адамс            | Флаг Великобритании |
| 12    | Сто лет одиночества     | Габриэль Гарсия Маркес  | Флаг Колумбии       |